# 処刑軍団ザップ
『処刑軍団ザップ』（原題：I Drink Your Blood）は、1971年のアメリカ映画。邦題・原題共に内容とは特に関係ない。

## 概要
本作は1970年代初頭に制作されたカルト・ホラーの一つで、狂犬病に感染させられた者たちによる恐怖と混乱を描く。「何らかの原因で正気を失って凶暴化した人間たちによる恐怖」といったテーマは、1973年のジョージ・A・ロメロ監督『ザ・クレイジーズ/細菌兵器の恐怖』に先駆けており、本作からの影響も指摘されている。同様の内容を扱ったものでは、1977年のデヴィッド・クローネンバーグ監督『ラビッド』、2002年のダニー・ボイル監督『28日後...』などがある。
当初、本作の暴力描写は「X」にレイティングされたが、後のカットでは「R」にレイティングされた。本作は当初のタイトル『Hydro-Phobia』から『I Drink Your Blood』に変更された後、『I Eat Your Skin』と同時上映された。
なお、劇場公開版のエンディング直前に5分ほどのシーンを追加した「ディレクターズ・カット版」も存在する。
2018年8月3日・8月11日には、新宿シネマカリテにてデジタルリマスター版が上映された。

## ストーリー
ニュージャージー州北部の小さな田舎町に、ホーレス率いるカルト集団が訪れ、悪魔崇拝の儀式を行っていた。その儀式を陰から覗いていた少女シルヴィアは彼らに発見され、逃げ出すも捕まってしまい乱暴されてしまう。翌朝、彼女の弟ピートと地元でパン屋を営むミルドレッドに発見され、シルヴィアの祖父ドクのいる家に帰される。町はダム建設で住人はほとんど引っ越し、車が壊れたカルトのメンバーは、建物が勝手に使えるこの町に腰を据える事にする。
傍若無人な集団に憤慨したドクは、彼らの元に向かうも返り討ちに遭い、さらにLSDまで盛られて開放される。ピートは一人でショットガンを手に復讐に向かうが、途中で狂犬病の犬に遭遇し射殺した。その後ピートは、仕返しとして狂犬病の犬から血を採取し、それをミートパイに注入し、カルトのメンバーが食すように仕向ける。
ピートの思惑通り、パイを食べた集団は次第に感染の兆候が現れ、ついに理性を失い互いに殺し合いを始める。逃げ出した女性メンバー、および彼女たちと肉体関係を結んだダムの労働者達も狂犬病に感染し、町を巻き込んだ殺戮へと発展した。
そして、感染者たちは警官によって全員銃殺された。

## キャスト
- ホーレス・ボーンズ - バスカール
- スー・リン - ジャディーン・ウォン
- モリー - ロンダ・ファルツ
- ローロ - ジョージ・パターソン
- ピート・バナー - ライリー・ミルズ
- ロジャー・デイヴィス - ジョン・デイモン
- ミルドレッド・ナッシュ - エリザベス・マールナー・ブルックス
- ドク・バナー - リチャード・ボウラー
- アンディ - タイド・キーニー
- シルヴィア - アイリス・ブルックス
- シェリー - アレックス・マン

ノンクレジット
- デヴィッド・ダーストン
- アーリーン・ファーバー
- リン・ローリー[3][4]

## 作品解説

### 制作
1970年にダーストン監督は、エクスプロイテーション映画で悪名高いCinemation Industriesのプロデューサー、ジェリー・グロスから低予算ホラー映画の制作と監督のため連絡を受けた。ダーストンはそれ以前にいくつかのセクスプロイテーション映画と、ABCの成功したテレビシリーズ『Tales of Tomorrow』を手がけていた。ダーストンの仕事に感銘を受けたグロスは、ダーストンと契約を結び、全米監督協会と契約を結ぶ事にした。本作の話は3週間後に始まり、ダーストンは一つのアイディアを思いつく。着想を得たのは、イランの山村の事件にまつわる新聞記事だった。狂犬病の狼の群れが人々を感染させた事件で、村を訪れた地元の医師に連絡を取ると、医師が撮影した8ミリカメラの映像を見せられた。狂犬病に感染し檻に閉じ込められ、口に泡を吹いた子供達の姿だった。ダーストンは「それは私の後頭部の毛を逆立たせた。私は、人生でこれほど恐ろしいものを見たことは無かった。」と語っている。その経験に触発されたダーストンは、『Phobia』という狂犬病が流行した小さな町を中心にした映画の概要を書いた。ダーストンはグロスにこのアイディアを持ちかけ、グロスも気に入り、すぐ制作許可が下りた。
脚本の作成は追加や改訂を行いながら8週間かかった。更なる着想はチャールズ・マンソンの事件からもたらされた。裁判の報道を基に脚本を書き直し、町を恐怖に陥れるマンソンのようなカルトのリーダー、ホーレスというキャラクターを生み出した。ダーストンによると、「ホーレスは町に本当の脅威をもたらしただけでなく、観客に真の衝撃を与えるシーンを追加した。」脚本に感銘を受けたグロスは、直ちに『Phobia』の製作開始を許可した。

### キャスティング
本作は低予算のため、キャストのほとんどは無名の役者である。本作の悪役の集団は黒人、白人、中国人、インド人のマルチ・エスニック・キャストでも注目されている。本作のメインの悪役であるホーレスは、ダーストンの以前の作品、『Blue Sextet』で出演していたインディアンダンサーのバスカールが務めた。多くの批評家は、ホーレスがこの映画の大きな財産であるとバスカールの演技を評価している。
本作でクレジットされていない女優の中には、スクリーンデビューしたアーリーン・ファーバーとリン・ローリーがいる。ファーバーは後に、ウィリアム・フリードキン監督で非常に評価の高い『フレンチ・コネクション』（1971年）や、1974年の『All the Kind Stranger』に出演した。ローリーは1973年のジョージ・A・ロメロ監督の『ザ・クレイジーズ/細菌兵器の恐怖』に出演している。

### 撮影
その年の後半に『Phobia』の撮影は始まり、かつては夏の温泉街として有名だった、ニューヨーク州シャロンスプリングスにおいて8週間撮影された。撮影時には、シャロンスプリングスの多くはゴーストタウンになっており、撮影隊は廃棄されたホテルを撮影現場として利用できた。ダーストン監督は、撮影中に映画スタッフを助けた保安官と仲良くなり、後にダーストンはクライマックスに登場する保安官の役を演じている。
映画で使われた場所の一つは、数ヶ月以内に解体が予定されていた古いホテル「The Roosevelt」で、スタッフはホテルを利用するため町に300ドルを支払った。作品が低予算のため、作中の演出やスタントは多くが本物で、スタントもキャスト自身が行っている。ラットが登場するシーンは訓練されたラットが使われ、死んだラットが必要なシーンは地元のメディカルセンターから購入し、訓練されたラットと合う様に塗装された。本作で使われたラットのいくらかは、後のヒット映画『ウイラード』とその続編『ベン』に使われた。撮影中地元住民とスタッフの間で、誤解などから緊張関係になる事態が起こった。住民が、特に感情的なシーンでダーストン監督がアイリス・ブルックスに演技指導を行っている場面を目撃した際、ダーストンが出演者とスタッフを虐待しているとして、他の監督と共に逮捕されなければならないとして町の保安官に連絡した。そのような事があったにもかかわらず、ダーストンは撮影期間通して監督のままだった。

### 公開
本作は、デル・テニー監督の1964年のゾンビ映画で、獲得したばかりのジェリー・グロスによって改題された『I Eat Your Skin』と同時上映された。配給者であるグロスとの契約の一環で、ダーストンは映画の利益の一部を受け取らなかったが、確立された監督の給料の倍を支払った。本作は、今日では悪名高い『I Drink Your Blood』のタイトルで売り出されたが、ダーストン監督は元々『Phobia』または『Hydro-Phobia』のタイトルでリリースしようとしていた。しかし映画のマーケティング中、プロデューサーのグロスは映画を現在のタイトルに変更した。グロスは、実際の映画の内容に関係ないタイトルでリリースする前に、変更の事をダーストンに相談も連絡もしなかった。本作は元々ドライブインシアターでの上映を予定されていたが、ダーストンに知らせずブロードウェイのワーナー・ブラザーズ・シアターで公開された。